# Andrzej Muth
 Andrzej Romuald Muth  (ur. 8 lipca 1949 w Mogilnie) – generał brygady Wojska Polskiego; doktor nauk wojskowych; komendant–rektor Wyższej Szkoły Oficerskiej Wojsk Lądowych (2002–2005).

## Życiorys
Andrzej Muth syn Bolesława urodził się 8 lipca 1949 w Mogilnie, położone w województwie kujawsko-pomorskim, w powiecie mogileńskim. W 1967 podjął studia jako podchorąży w Wyższej Szkole Oficerskiej Wojsk Pancernych w Poznaniu, które ukończył w 1971. W sierpniu tego roku był promowany na pierwszy stopień oficerski – podporucznika. We wrześniu 1971 został skierowany do Gubina, gdzie objął stanowisko dowódcy plutonu czołgów w 27 pułku czołgów z 5 Dywizji Pancernej, a następnie w tej jednostce był dowódcą kompanii. W 1976 został skierowany na studia w Akademii Sztabu Generalnego, po ukończeniu których w 1979 został wyznaczony na stanowisko starszego oficera operacyjnego w sztabie 23 pułku czołgów w Słubicach. W latach 1979–1986 był szefem sztabu – zastępcą dowódcy 27 pułku czołgów i dowódcą 73 pułku czołgów. Od kwietnia 1986 był na stanowisku zastępcy dowódcy 5 Dywizji Pancernej ds. liniowych.

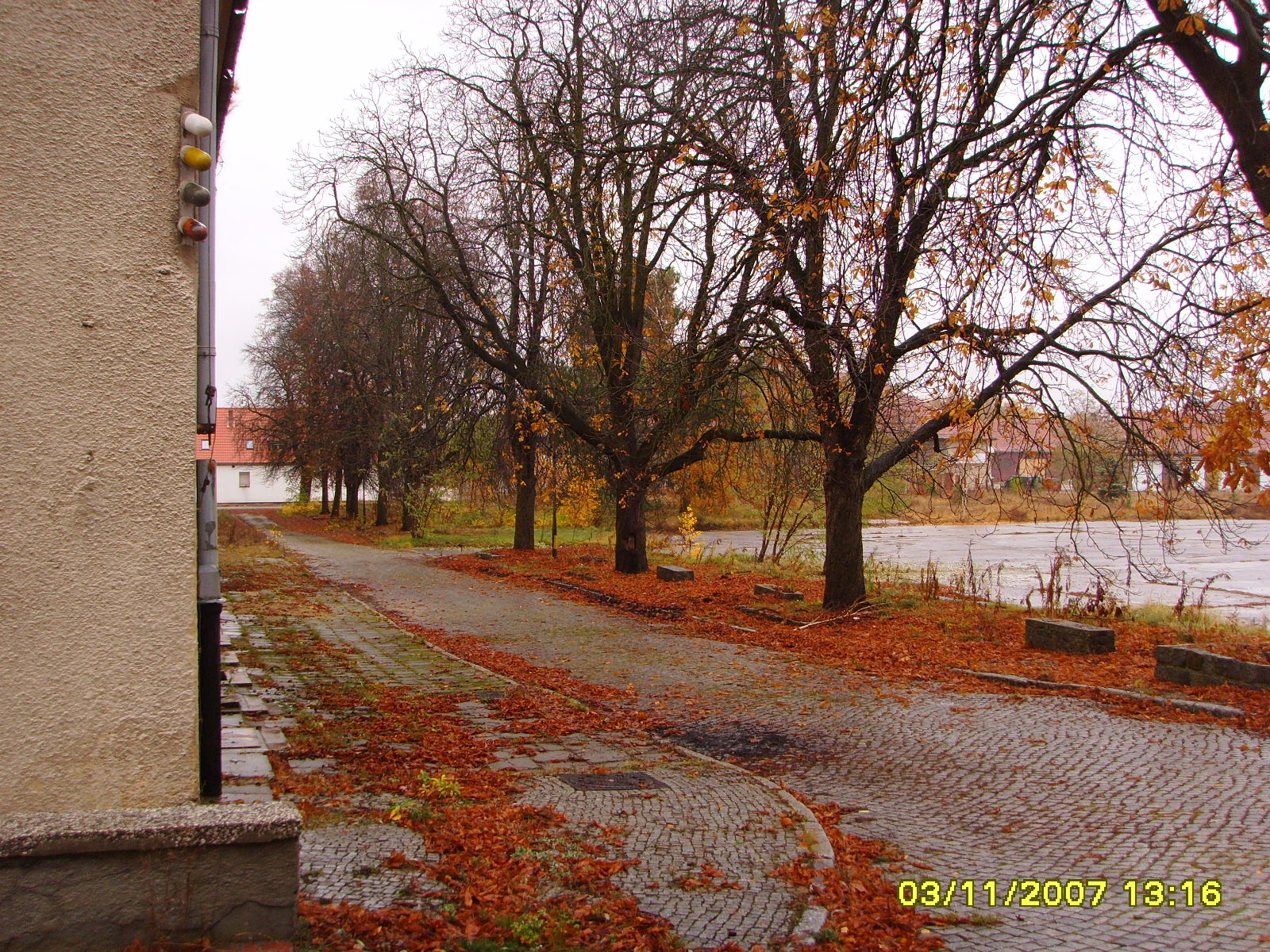
Był dowódcą 73 pułku czołgów

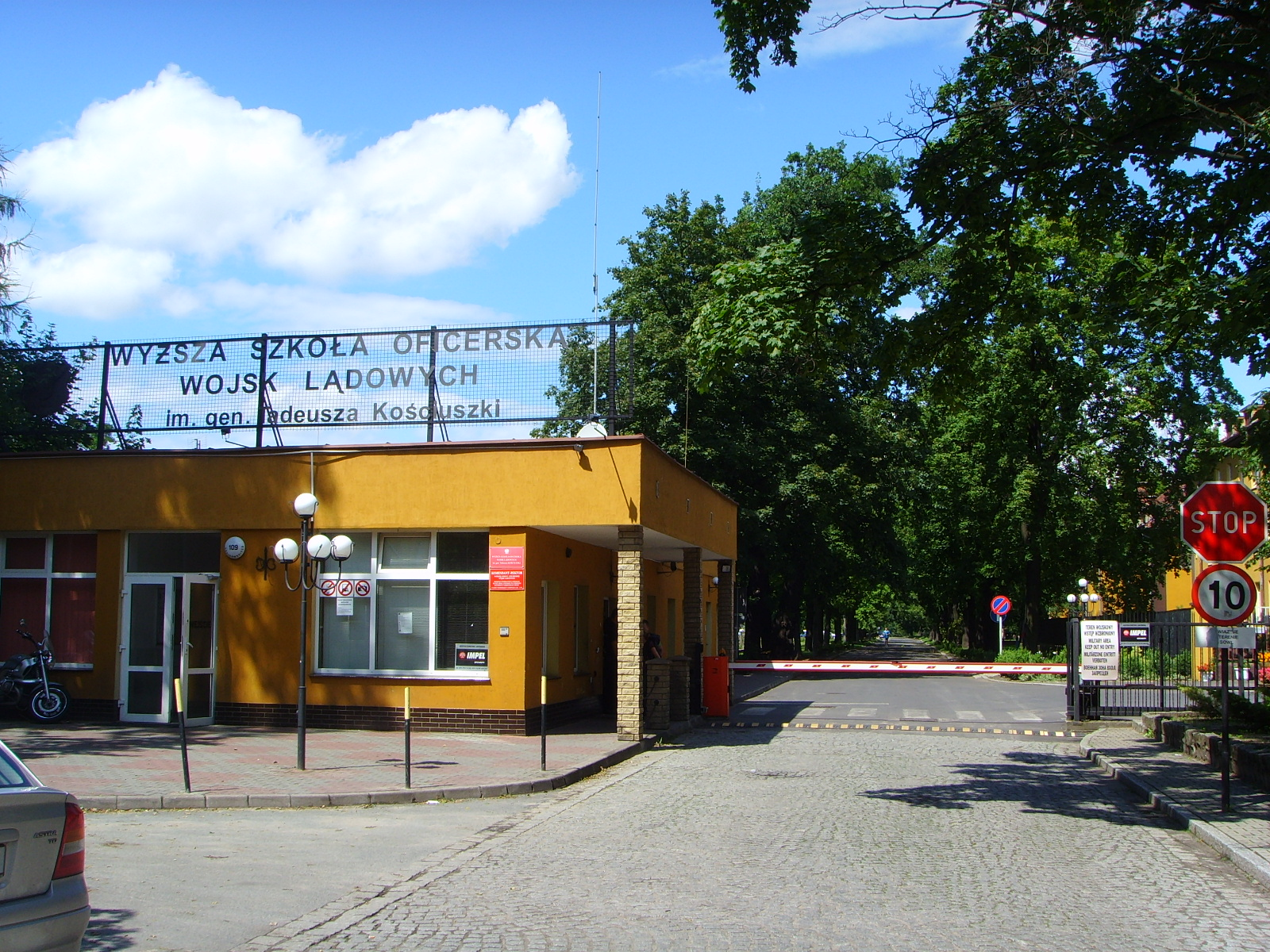
Był komendantem-rektorem WSOWL

W latach 1991–2001 pełnił służbę we Wrocławiu, gdzie objął funkcję szefa Oddziału Szkolenia Bojowego – zastępcy szefa Szkolenia Śląskiego Okręgu Wojskowego. Od marca 2002 był na stanowisku zastępcy dyrektora Departamentu Kadr i Szkolnictwa Wojskowego MON. We wrześniu 2002 został skierowany do Wrocławia, gdzie sprawował obowiązki komendanta – rektora Wyższej Szkoły Oficerskiej Wojsk Lądowych. W 2004 prezydent RP Aleksander Kwaśniewski mianował go na stopień generała brygady. 2 września 2005 przekazał kierowanie wojskową wrocławską uczelnią dla gen. bryg. Kazimierza Jaklewicza. Do 2006 pozostawał w rezerwie kadrowej Ministra Obrony Narodowej, a następnie odszedł do rezerwy.

## Awanse
- podporucznik – 1971

(...)
- generał brygady – 2004[6]

## Ordery i odznaczenia
- Krzyż Oficerski Orderu Odrodzenia Polski – 2004[7]
- Krzyż Kawalerski Orderu Odrodzenia Polski – 1996[1]

i inne